# دایره (فیلم ۲۰۱۷)
دایره (به انگلیسی: The Circle) یک فیلم تکنو تریلر درام آمریکایی به نویسندگی و کارگردانی جیمز پانسولت است که بر اساس رمانی به همین نام، از دیو اگرز ساخته شده است. از بازیگران آن می‌توان به تام هنکس، اما واتسون، جان بویگا، کارن گیلان، پتن اسوالت و بیل پکستون اشاره کرد. شباهت‌هایی بین شرکت دایره در این فیلم و شرکت گوگل وجود دارد: اسم هر دو شرکت شش حرفی است، اسم هر دو با حروف le پایان می‌پذیرد، شکل C و G که به عنوان لوگو هر دو شرکت (یکی در فیلم و دیگری در واقعیت) استفاده می‌شود شباهت زیادی دارند، هر دو شرکت تعداد فراوانی دوربین در نقاط مختلف جهان دارند که پیوسته در حال جمع‌آوری اطلاعات از مردم بدون اطلاع آن‌ها هستند، و … این شباهت‌ها باعث شده بعضی معتقد شوند فیلم دایره در نقد عملکرد مهیب شرکت گوگل برای جمع‌آوری و کنترل همه داده‌های جهان ساخته شده است.
نمایش افتتاحیه فیلم دایره در تاریخ ۲۶ آوریل ۲۰۱۷ در جشنواره فیلم ترایبکا بود و سپس در ۲۸ آوریل ۲۰۱۷ توسط اروپاکورپ و اس‌تی‌اکس فیلمز اکران شد. فیلم با واکنش‌های منفی از سوی منتقدان همراه بود، اما ۴۰ میلیون دلار در سراسر جهان فروش کرد در حالی که ۱۸ میلیون دلار بودجه ساخت آن بوده است. 

## داستان
یک کارمند جوان تکنولوژی (اما واتسون) شغلی در یک شرکت قدرتمند اینترنتی دریافت می‌کند و به سرعت در این شرکت به مدارج بالا دست پیدا می‌کند و به زودی خودش را در یک وضعیت خطرناک در مسئله حریم خصوصی، آزادی و نظارت می‌بیند. او متوجه می‌شود که تصمیمات و اعمال او در این منصب چه تأثیری بر آینده بشریت خواهد داشت.